# フランシスコ・デ・ロハス・ソリーリャ
フランシスコ・デ・ロハス・ソリーリャ（スペイン語:Francisco de Rojas Zorrilla、1607年10月4日 - 1648年1月23日）は、スペイントレド出身の劇作家。スペイン黄金世紀演劇を担った。
時のスペイン王フェリペ4世の時代に活躍し、初期の作品は同国出身の劇作家フアン・ペレス・デ・モンタルバンやペドロ・カルデロン・デ・ラ・バルカと共に合作した作品があり、1640年頃からはロハス・ソリーリャ自身が手がけた『劇作集第一部・第二部』がある。
代表作は没した2年後である1650年に刊行された悲劇『王のほかは容赦せず』で、スペイン文学者の桑名一博はこの作品をスペイン古典劇中もっとも完成された作品と評している。
フランスの劇作家トマ・コルネイユやポール・スカロン、アラン＝ルネ・ルサージュなどに影響を与えた。

## 生涯
1607年10月4日にスペインのトレドに生まれ、トレド大学とサラマンカ大学で学んだとされる。
1644年、サンティアゴ・デ・コンポステーラに行き、騎士として務め、この間に劇作をするようになる。
しかし、1648年1月23日、マドリードで亡くなる。ロハス・ソリーリャの代表作『王のほかは容赦せず』は彼の死後に刊行された。